# HR 8799
HR 8799는 페가수스자리 방향으로 지구에서 약 129광년 떨어진 곳에 있는 항성이다. 명칭 HR 8799는 밝은 별 성표에서 사용하는 식별기호이다. 분광형은 A로, 시리우스나 베가 등에 비해 분광형은 같으나 좀 더 작고 어두운, 평범한 주계열성이다.
2008년 11월 13일 허즈버그 천체물리학 재단 소속 크리스찬 매로이스 연구진은 하와이 소재 켁 천문대, 제미니 천문대의 망원경을 이용하여 이 별 주위를 도는 3개의 외계 행성을 직접 찍는 데 성공했다고 발표했다. 가장 바깥쪽 행성은 태양계의 카이퍼 대와 비슷한 먼지 원반 바로 안쪽을 돌고 있다. 이 별의 먼지 원반 총 질량은 지구에서 약 300광년 이내 존재하는 항성들 주위에 있는 먼지 원반들 중 가장 질량이 크며, 이를 통해 항성 근처에 암석 행성이 존재할 가능성을 예상할 수 있다.
| 동반 천체 (가까운 천체순) | 질량 (MJ) | 공전주기 (일) | 공전궤도 반지름 (AU) | 이심률 |
| ------------------------- | --------- | ------------- | -------------------- | ------ |
| d                         | 10 ± 3    | ~36500        | ~24                  | ?      |
| c                         | 10 ± 3    | ~69000        | ~38                  | ?      |
| b                         | 5 ~ 11    | ~170000       | ~68                  | ?      |

## 같이 보기
- HD 74156
- HD 37124 - 황소자리 방향으로 지구에서 108 광년 떨어진 황색 왜성. 외계 행성 3개 발견.
- HD 10180 - 지구에서 127 광년 떨어진 항성. 외계 행성 7개 발견.
- HD 9446 - 삼각형자리 방향으로 지구에서 172광년 떨어진 G형 주계열성. 2010년 1월 5일 외계 행성 2개 발견.
- HIP 5158 -고래자리 방향으로 지구에서 130광년 떨어진 K형 주계열성. 2009년 외계 행성 1개 발견.
- HR 8799 - 페가수스자리 방향으로 지구에서 129광년 떨어진 항성. 2008년 11월 13일 외계 행성 3개 발견.